# Tarnawa Niżna
Tarnawa Niżna (ukrán nyelven: Тернава Нижня) Lengyelország délkeleti részén, a Kárpátaljai vajdaságban, a Bieszczady járásban, Gmina Lutowiska község közigazgatási területén fekvő település. Beniowa a lengyel-ukrán határhoz közel található. Lutowiskától közel 16 kilométernyire délkeletre található, a járási központtól, Ustrzyki Dolnétól 37 kilométerre délkeletre fekszik és a vajdaság központjától, Rzeszówtól 116 kilométernyire délkeletre található.

## Fordítás
Ez a szócikk részben vagy egészben  a   Tarnawa Niżna című angol Wikipédia-szócikk ezen változatának fordításán alapul.  Az eredeti cikk szerkesztőit annak laptörténete sorolja fel. Ez a jelzés csupán a megfogalmazás eredetét és a szerzői jogokat jelzi, nem szolgál a cikkben szereplő információk forrásmegjelöléseként.